# Onosma epiroticum
Onosma epiroticum är en strävbladig växtart som beskrevs av H. Teppner. Onosma epiroticum ingår i släktet Onosma och familjen strävbladiga växter. Inga underarter finns listade i Catalogue of Life.